# ブーンバーブ
ブーンバーブ（英：boomburb）とは、アメリカ合衆国において、高い成長を遂げている大型の衛星都市を指す新語。"boom"（流行・急成長・急発展）と"suburb"（郊外）から成るかばん語（混成語）である。ブームバーブとも表記。2000年代初頭、バージニア工科大学大都市研究所の教授、ロバート・ラングによって定義された。1990年代に定義されたエッジシティと同様に、北アメリカにおける20世紀後半以降の人口動態を現す用語として用いられている。

## 定義
ラングはブーンバーブを、1) 市町村として正式に法人化されている自治体で、2) アメリカ合衆国内の上位50都市圏内に位置し、3) 100,000人以上の人口を有し、4) 都市圏内の中心都市ではなく、5) 1970年から2000年までに行われた国勢調査において継続して10%以上の人口成長を遂げてきた都市と定義している。
注意すべきは、アメリカ合衆国内の大型衛星都市が全て高い成長を遂げているというわけではなく、従って必ず「ブーンバーブ」の定義にあてはまるわけではないという点である。例えば、全米最大の衛星都市であるロサンゼルス大都市圏のロングビーチ（2020年国勢調査時点での人口466,742人）は、1970年代以前から人口が多く、10年ごとの国勢調査における人口成長率が低い（1970-80年から1990-2000年まで順に0.8%、18.8%、7.5%）ため、「ブーンバーブ」には含まれない。ニューヨーク大都市圏の古くからの大型衛星都市であるニュージャージー州ニューアーク（311,549人）に至っては、1970年代から1990年代に人口が減少し続けており（-13.9%、-16.4%、-0.6%）、やはり「ブーンバーブ」には含まれない。
逆に、アメリカ合衆国内において高い成長を遂げている都市は全て衛星都市というわけでもないが、「ブーンバーブ」はあくまでも衛星都市に対してのみ用いる用語である。例えば、ラスベガスは1970年の国勢調査時点での人口が125,787人に過ぎなかったが、1970年代から1990年代に高成長（30.9%、56.9%、85.2%）を遂げ、2020年の国勢調査では人口641,903人を数える大都市に成長した。しかし、ラスベガスは都市圏の中心都市であるため、「ブーンバーブ」には含まれない。同市の衛星都市であるノースラスベガス（262,527人）は「ブーンバーブ」に含まれる。
非法人地域は定義外であるという点にも注意が必要である。例えば、ワシントンD.C.の大型衛星都市、バージニア州アーリントン（238,643人）は正式に法人化された自治体ではなく国勢調査指定地域（CDP）であるため、「ブーンバーブ」の定義からは外れる。
なお、アメリカ合衆国外にも多数の大型衛星都市は存在するが、「ブーンバーブ」はあくまでもアメリカ合衆国内の高成長大型衛星都市を指す用語であり、アメリカ合衆国外については、ラングは定義していない。例えば、カナダにもトロント都市圏のミシサガやメトロバンクーバーのサレーなどの大型衛星都市があるが、これらはアメリカ合衆国外であるため、「ブーンバーブ」の定義外である。

## 背景

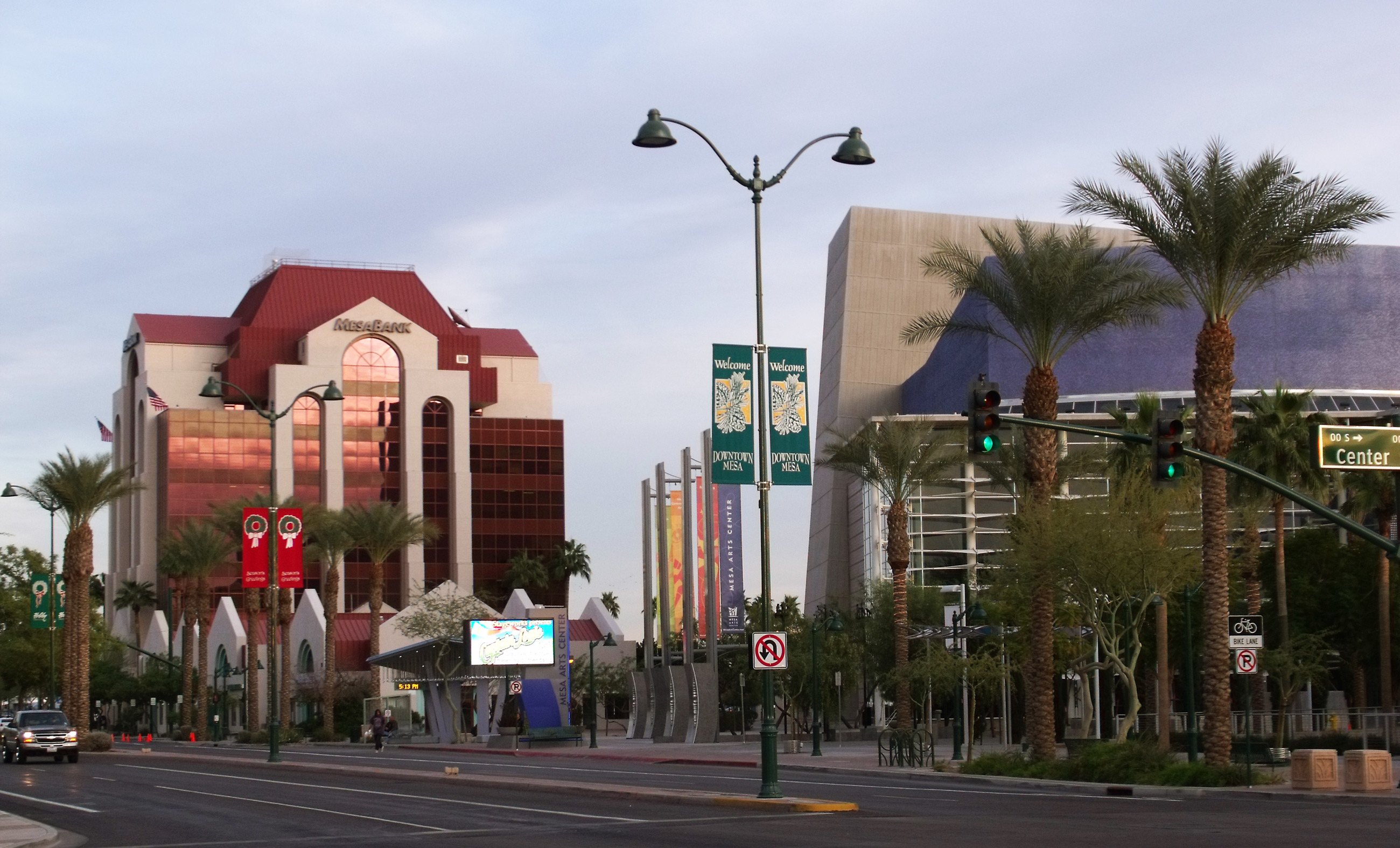
全米最大のブーンバーブ、アリゾナ州メサ市の中心部（2010年）。超高層ビルが1棟もないこの景観からは想像しづらいが、その人口はアトランタ、マイアミ、ミネアポリス、クリーブランド、シンシナティ、ピッツバーグやセントルイスをしのいでいる。

アメリカ合衆国における衛星都市の人口爆発は1940年代には既に見られていたが、1970年代から顕著化してきた。そして1990年代以降、大型衛星都市のいくつかは、他地域の著名な大都市圏の中心都市をしのぐ人口にまで成長した。例えば、フェニックス東郊に立地する全米最大のブーンバーブ、メサは504,258人の人口を抱え、市域人口ではアトランタ（498,715人）、マイアミ（442,241人）やミネアポリス（429,954人）を超えている。同様に、ダラス・フォートワース複合都市圏のアーリントン（394,266人）やデンバー都市圏のオーロラ（386,261人）はクリーブランド（372,624人）よりも人口が多く、ロサンゼルス大都市圏のアナハイム（346,824人）、リバーサイド（314,998人）やサンタアナ（310,227人）はシンシナティ（309,317人）を凌ぎ、ロサンゼルス都市圏の学園都市アーバイン（307,670人）はピッツバーグ（302,971人）やセントルイス（301,578人）以上の人口を抱えている。中には、ハンプトン・ローズ都市圏のチェサピーク（249,422人）のように、同じ都市圏の中心都市（ノーフォーク、238,005人）を抜いている例まである。
2000年の国勢調査時点では、アメリカ合衆国内にはラングの定義による「ブーンバーブ」に該当する都市は54都市あった。アメリカ合衆国内に存在する人口100,000人から500,000人までの規模の都市における1990年代の人口成長量の約半分は、これらの54都市における成長量で占められていた。

## 都市概観

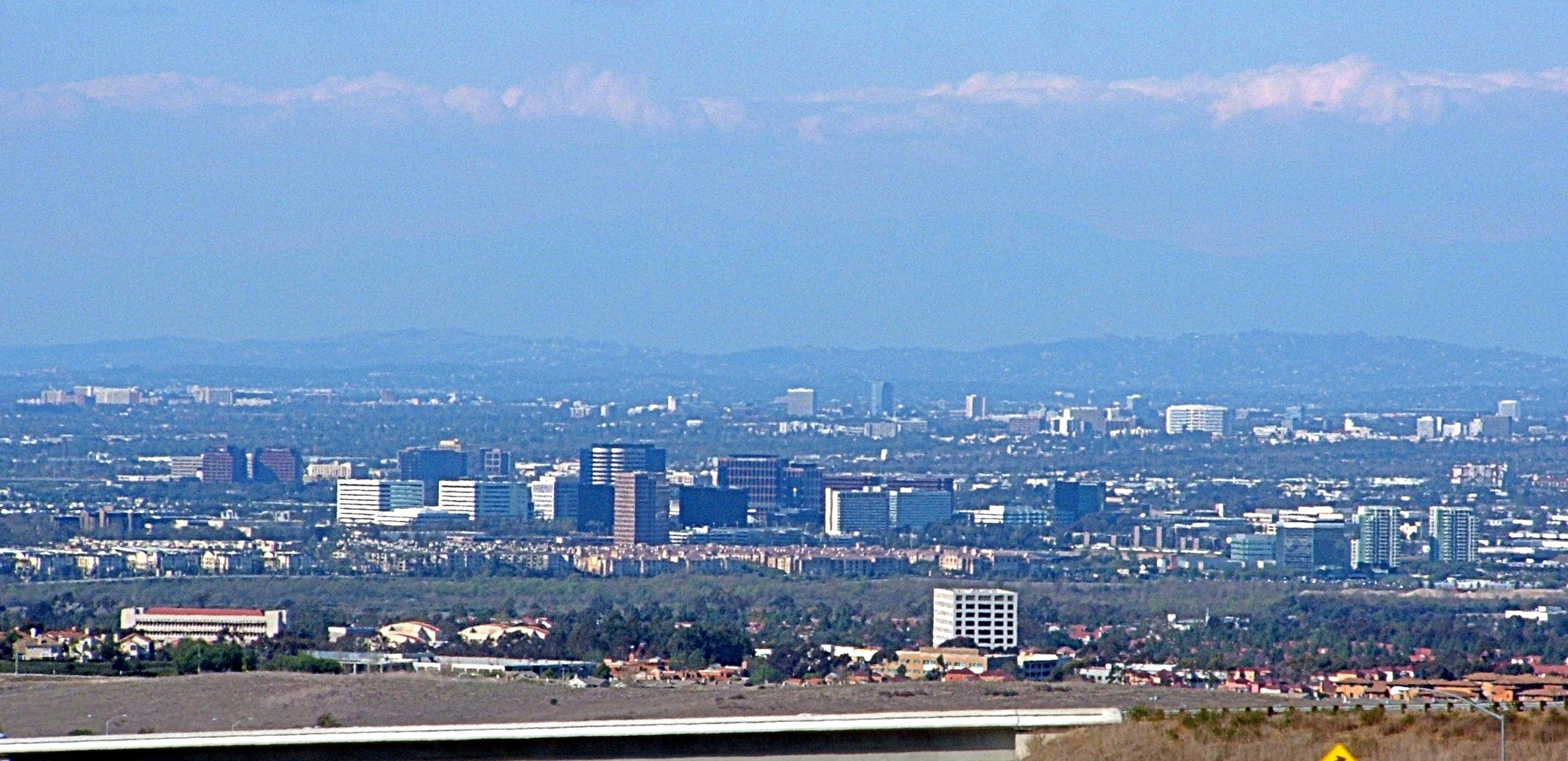
ロサンゼルス南東郊の大型衛星都市、アーバイン市の中心部（2006年）。ブーンバーブの中心部は総じて人口の割に規模が小さく密度が低いが、中にはこのような、「副都心」的な商業・業務中心地が形成されていることもある。

ブーンバーブは衛星都市であるため、古くから発展してきた大都市圏の中心都市のような、超高層ビルが建ち並ぶ大規模なダウンタウンはあまり形成されていない。多くの場合、ブーンバーブの中心部はその密度と規模において、ミネアポリスはおろか、その半分以下の人口しか持たず、かなりの数のブーンバーブよりも人口の少ないロードアイランド州プロビデンスにすら及ばない。
また、大都市郊外の住宅地という都市の性格から、ブーンバーブの中心部は生産の中心地よりも消費の中心地になりやすく、ビジネス主導よりもライフスタイル重視になりやすく、歩行者指向のまちづくりがなされやすい。
とはいえ、ブーンバーブの中心部は全てが同じというわけではない。古くからの市街地の通りから発展した、密度の低い小規模な中心部もあれば、新規に開発された、（郊外としては）大規模で、中高層ビルが建ち並ぶ「副都心」的な中心街もある。ラングはブーンバーブの中心部を、ライトレール等の鉄道の有無、規模（都市そのものの人口規模ではなく中心部の規模および密度）の大小、およびその立地（既存市街地か新規開発地か）の3つの軸を基に、以下の8つに分類している。
| 鉄道路線 | 規模   | 立地                 | 立地                          |
| 鉄道路線 | 規模   | 既存市街地           | 新規開発地                    |
| あり     | 小規模 | アーバン・ビレッジ   | TOD（交通指向開発）ビレッジ   |
| あり     | 大規模 | アーバン・センター   | TOD（交通指向開発）ハイライズ |
| なし     | 小規模 | メイン・ストリート   | ライフスタイル・センター      |
| なし     | 大規模 | サバーバン・センター | ニュータウン・センター        |

## 限界

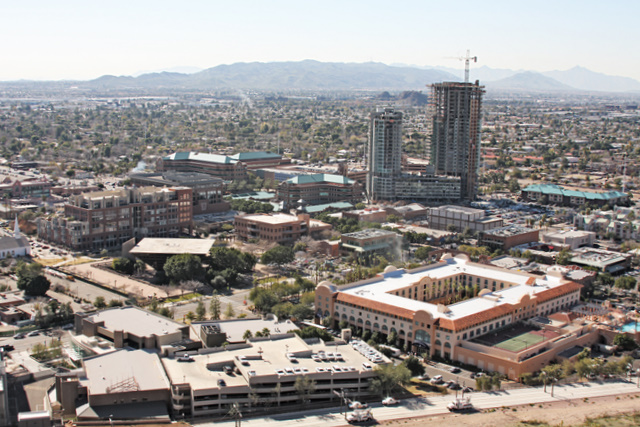
アリゾナ州テンピ市の中心部。既に土地は飽和状態に達しており、これ以上成長するためには、既存の大都市のように高層建築物を建てて「より高く」伸びるしかない。

ブーンバーブも永久に高成長を続けるわけではない。ニューヨーク市マンハッタンなどの古くからの大都市中心部とは異なり、ブーンバーブは「より高く」ではなく「より広く」拡大する方向へと成長するため、いずれは土地を使い果たして開発の余地がなくなっていく。土地を使い果たしたブーンバーブは成長が止まり、それまで爆発的に増加していた人口の成長が著しく鈍化するか、あるいは減少に向かいさえする。
2000年代に入って、大都市圏の中心都市に近いブーンバーブの中には、こうした飽和状態に達すると、それまでの高成長から低成長に転じた都市や、人口が減少した都市も見られるようになった。例えば、フェニックスの南東隣に立地するテンピは、1970年代から1990年代にかけて68.2%、32.7%、12.0%と、鈍化しながらも高成長を遂げてきたが、2010年の国勢調査での人口は161,719人で、2000年時点の158,945人から僅か1.7%の増加にとどまった。サンフランシスコ南隣のデイリーシティに至っては、2010年の国勢調査での人口は101,123人で、2000年時点での103,621人より2.4%減少している。
中心都市に近いブーンバーブが飽和状態に達すると、あぶれた開発と住民はより外側の衛星都市へと流れ、より外側の衛星都市がブーンバーブ化していく。フェニックス都市圏では、テンピの成長が鈍化傾向に入ったころ、外側のメサが高成長を遂げていた。そのメサも2000年代には（依然として高成長ではあるものの）鈍化傾向に入っており、さらに外側のアパッチジャンクションやバックアイが高成長期に入った。
それまで「より広く」高成長を続け、飽和状態に達したブーンバーブがさらに成長を続けるためには、古くからの大都市中心部のように、「より高く」伸びるしかなくなる。それは同時に、それまでの成長を支えてきた「未開の地により広く新規開発を」という戦略を捨てることでもあり、当該都市にとってはジレンマを抱えることになる。

## 該当する都市の一覧
ラングは2000年の国勢調査による人口および都市圏の定義に従って、自身の定義する「ブーンバーブ」に該当する54都市は以下であるとした。これらの都市の多くは南西部に集中しており、特にカリフォルニア州は1州のみで全体の約半数にあたる26都市を抱えている。
- アリゾナ州
チャンドラー, ギルバート, グレンデール, メサ, ピオリア, スコッツデール, テンピ
- カリフォルニア州
アナハイム, チュラビスタ, コロナ, コスタメサ, デイリーシティ,  エスコンディード, フォンタナ, フリーモント, フラートン, アーバイン, ランカスター, モレノバレー, オレンジ, オーシャンサイド, オンタリオ, オックスナード, パームデール, ランチョクカモンガ, リバーサイド, サンバーナーディーノ, サンタアナ, サンタクラリタ, サンタローザ, シミバレー, サニーベール, サウザンドオークス
- コロラド州
オーロラ, レイクウッド, ウェストミンスター
- フロリダ州
クリアウォーター, コーラルスプリングス, ハイアリア, ペンブロークパインズ
- ネバダ州
ヘンダーソン, ノースラスベガス
- テキサス州
アーリントン, キャロルトン, ガーランド, グランドプレーリー, アービング, メスキート, プレイノ
- 上記以外の州
ネイパービル (イリノイ州); セイラム (オレゴン州)[14]; ウェストバレーシティ (ユタ州); チェサピーク (バージニア州); ベルビュー (ワシントン州)

## 註
1. ↑  boomburb. Oxford Dictionaries. 2012年9月21日閲覧.
2. ↑  TNプローブニュースレター2002年8月号
3. 1 2 3  Lang, Robert E. and Arthur C. Nelson. "The Boomburb Downtown". p.2. Alexandria, Virginia: Metropolitan Institute at Virginia Tech.
4. 1 2 3 4 5 6 7 8 9 10 11 12 13 14 15 16 17 18 19 20 21 22 23  QuickFacts. U.S. Census Bureau. 2020年.
5. 1 2 3  Table 20. Population of the 100 Largest Urban Places: 1970, Table 21. Population of the 100 Largest Urban Places: 1980, Table 22. Population of the 100 Largest Urban Places: 1990. U.S. Bureau of the Census. 1998年6月15日.
6. 1 2 3 4 5  Table 2. Incorporated Places of 100,000 or More, Ranked by Population: 2000. U.S. Census Bureau. 2001年4月2日. （PDFファイル / Microsoft Excelファイル）
7. ↑  "The Boomburb Downtown". p.3.
8. 1 2  Lang, R. E., Author C. Nelson, and Rebecca R. Sohmer. "Boomburb downtowns: the next generation of urban centers". p.81. Journal of Urbanism: International Research on Placemaking and Urban Sustainability. Vol.1. No.1. London: Routledge. 2008年3月.
9. ↑  "Boomburb downtowns: the next generation of urban centers", pp.82-88.
10. ↑  "Boomburb downtowns: the next generation of urban centers", p.80.
11. 1 2  Lang, Robert E. "Are the Boomburbs Still Booming?" p.4. Fannie Mae Foundation Census Note 15. 2004年10月.
12. ↑  "Are the Boomburbs Still Booming?" p.7.
13. ↑  Boomburbs; Smart Growth at the Fringe? p.2. Metropolitan Institute at Virginia Tech. 2005年1月29日.
14. ↑  Portland: Urban Growth Boundary Keeps Out Growth - 98 Percent of Domestic Movers Settle Outside Urban Growth Boundary. p.1. Demographia. 2012年10月2日閲覧.
ラングがブーンバーブの定義に用いた2000年国勢調査の時点では、セーラム都市圏（MSA）はポートランドの広域都市圏（CSA）に含まれていたため、セーラムはポートランドの衛星都市とみなされていた。2004年にセーラム都市圏は一旦はポートランドの広域都市圏から外れると、セーラムはポートランドとは別個の都市圏の中心都市とみなされるようになったが、2013年に都市圏・広域都市圏の再定義が行われた結果、セーラム都市圏は再びポートランドの広域都市圏に含まれるようになった。